# Yomiuri Football Club 1975
Questa voce raccoglie le informazioni riguardanti lo Yomiuri Football Club nelle competizioni ufficiali della stagione 1975.

## Stagione
Grazie all'apporto delle 21 reti del centravanti Toshiki Okajima, per il secondo anno consecutivo lo Yomiuri otterrà l'accesso ai playoff validi per la promozione in prima divisione, ma ancora una volta otterrà una sconfitta che le precluderà l'avanzamento di categoria, questa volta per mano del Nippon Kokan.

## Maglie e sponsor
| Manica sinistra · Maglietta · Maglietta · Manica destra · Pantaloncini · Calzettoni |

## Rosa
| N. |                          | Ruolo | Calciatore         |
| -- | ------------------------ | ----- | ------------------ |
| 6  | Giappone (bandiera)      | C     | Youji Kikuchi      |
| 9  | Brasile (bandiera)       | A     | George Yonashiro   |
| 10 | Giappone (bandiera)      | C     | Yoshiaki Hashimoto |
| 11 | Giappone (bandiera)      | A     | Toshiki Okajima    |
| 17 | Corea del Sud (bandiera) | C     | Lee Gook-Soo       |
| 20 | Giappone (bandiera)      | D     | Yasutarō Matsuki   |
| 22 | Giappone (bandiera)      | A     | Kazuaki Hamaguchi  |

| N. |                      | Ruolo | Calciatore      |
| -- | -------------------- | ----- | --------------- |
| 26 | Giappone (bandiera)  | C     | Yukitaka Omi    |
|    | Giappone (bandiera)  | D     | Hidetaka Ubagai |
|    | Giappone (bandiera)  | D     | Junji Imuro     |
|    | Giappone (bandiera)  | D     | Junichi Ishitsu |
|    | Giappone (bandiera)  | D     | Kenji Saeki     |
|    | Australia (bandiera) | C     | Hammy McMeechan |

## Statistiche

### Statistiche di squadra
| Competizione   | Punti | Totale | Totale | Totale | Totale | Totale | Totale | DR  |
| Competizione   | Punti | G      | V      | N      | P      | Gf     | Gs     | DR  |
| -------------- | ----- | ------ | ------ | ------ | ------ | ------ | ------ | --- |
| JSL Division 2 | 26    | 18     | 11     | 4      | 3      | 43     | 16     | +27 |
| JSL (playoff)  | -     | 2      | 0      | 1      | 1      | 2      | 1      | +1  |
| Totale         | -     | 20     | 12     | 4      | 4      | 45     | 17     | +28 |